# 池田敏樹
池田 敏樹（いけだ としき、1984年7月29日 - ）は、地方競馬の笠松競馬場栗本陽一厩舎に所属していた、広島県庄原市元の元騎手。地方競馬教養センター騎手課程第75期生。

## 来歴
2002年3月31日付けで地方競馬騎手免許を取得。同年4月13日第1回福山競馬1日目第5競走アラブ系3歳条件戦ナタリーサンダーで初騎乗（9頭立て3番人気6着）。同日第8競走アラブ系C2条件戦をタッカーコトワで優勝（10頭立て2番人気）し、3戦目で初勝利。
2003年NARグランプリ2003、地方競馬優秀新人騎手賞受賞。同年第36回内閣総理大臣杯日本プロスポーツ大賞地方競馬新人賞受賞。
2004年地方競馬通算100勝達成。同年3月22日第18回全日本新人王争覇戦出場（12人中4位）。同年5月2日マカオ・タイパ競馬場で実施された第12回マカオ見習騎手招待競走に出場し、海外初騎乗。
2005年10月16日第10回福山競馬2日目第6競走C29組条件戦をエリモテイオーで優勝（9頭立て1番人気）し、地方競馬通算200勝達成。
2007年6月10日第4回福山競馬4日目第10競走タマツバキ記念第7回アラブ大賞典をフジノコウザンで優勝（10頭立て4番人気）し、重賞初制覇。
2007年10月14日第11回福山競馬1日目第5競走アラブ系C26組条件戦をイチノシローで優勝（8頭立て1番人気）し、地方競馬通算300勝達成。
2009年6月28日地方競馬通算400勝達成。
2010年7月31日第6回福山競馬4日目第7競走3歳1組条件戦をジブラルタルロックで優勝（9頭立て5番人気）し、4157戦目で地方競馬通算500勝達成。
2013年4月、福山競馬の廃止に伴い笠松競馬場に移籍。
2015年7月12日第3回中京競馬4日目第9競走清洲特別にエステバンで中央競馬初騎乗（18頭立て17番人気16着）。
2018年6月29日第6回笠松競馬4日目第4競走をターフィーキングで優勝（9頭立て2番人気）し、9124戦目で地方競馬通算1000勝達成。
2021年4月21日、笠松競馬所属の騎手や調教師らによる馬券購入が発覚した問題で競馬関与停止1年の処分を受け、同日付で騎手免許を取り消された。
地方通算成績は10527戦1121勝・2着1273回・3着1338回（勝率10.6%・連対率22.7%）、中央通算成績は1戦0勝。

## 主な騎乗馬
- フジノコウザン（2007年タマツバキ記念、2008年・2009年福山さつき賞）
- マルサンジョイ（2009年福山プリンセスカップ）
- ムツミマーベラス（2009年福山2歳優駿、2010年福山チャンピオンシップ、福山3歳牝馬特別）
- ムツミマックス（2011年福山ダービー）
- メイライト（2013年福山プリンセスカップ）
- ライスエイト（2017年金沢スプリントカップ）